# Lumbang Rejo
Lumbang Rejo is een bestuurslaag in het regentschap Pasuruan van de provincie Oost-Java, Indonesië. Lumbang Rejo telt 5989 inwoners (volkstelling 2010).